# 上阿爾湖
46°33′N 8°16′E / 46.550°N 8.267°E

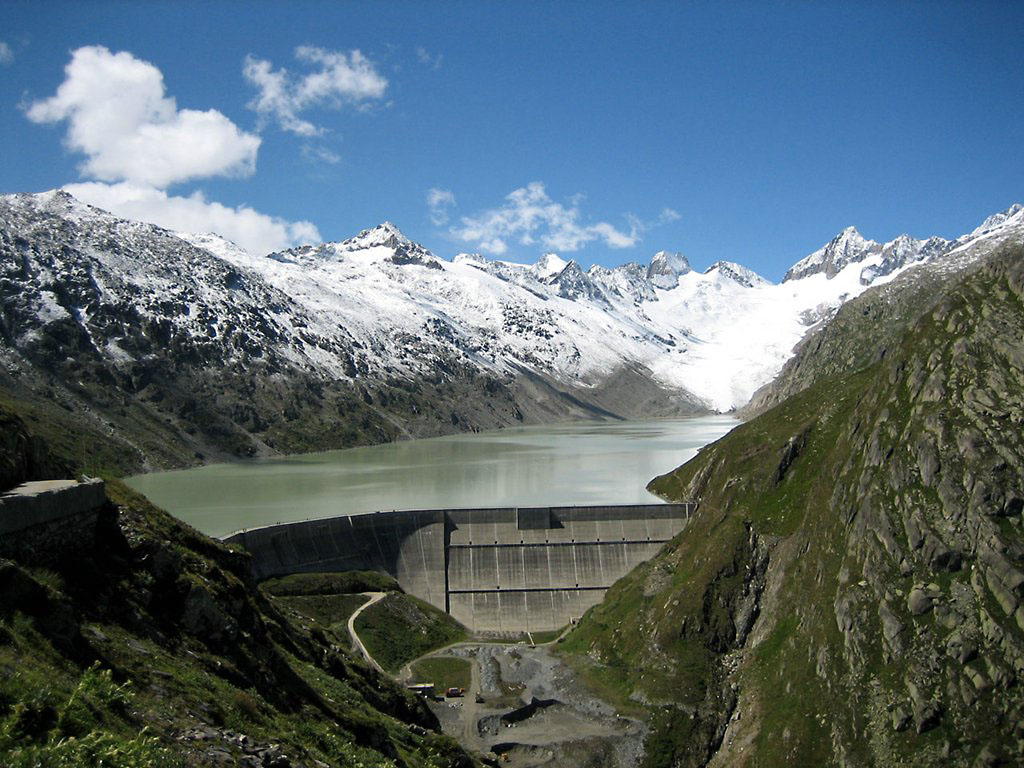

上阿爾湖（德語：Oberaarsee）是瑞士的水庫，位於該國南部伯恩州，長2.8公里，面積1.47平方公里，集水區面積19.4平方公里，海拔高度2,303米，最大水深90米，水壩落成於1953年。

## 外部連結
- Lake Oberaar